# Horváth József (plébános)
Horváth József (Dunaszerdahely, 1735 körül – Tardoskedd, 1808. április 17.) római katolikus plébános.

## Életútja

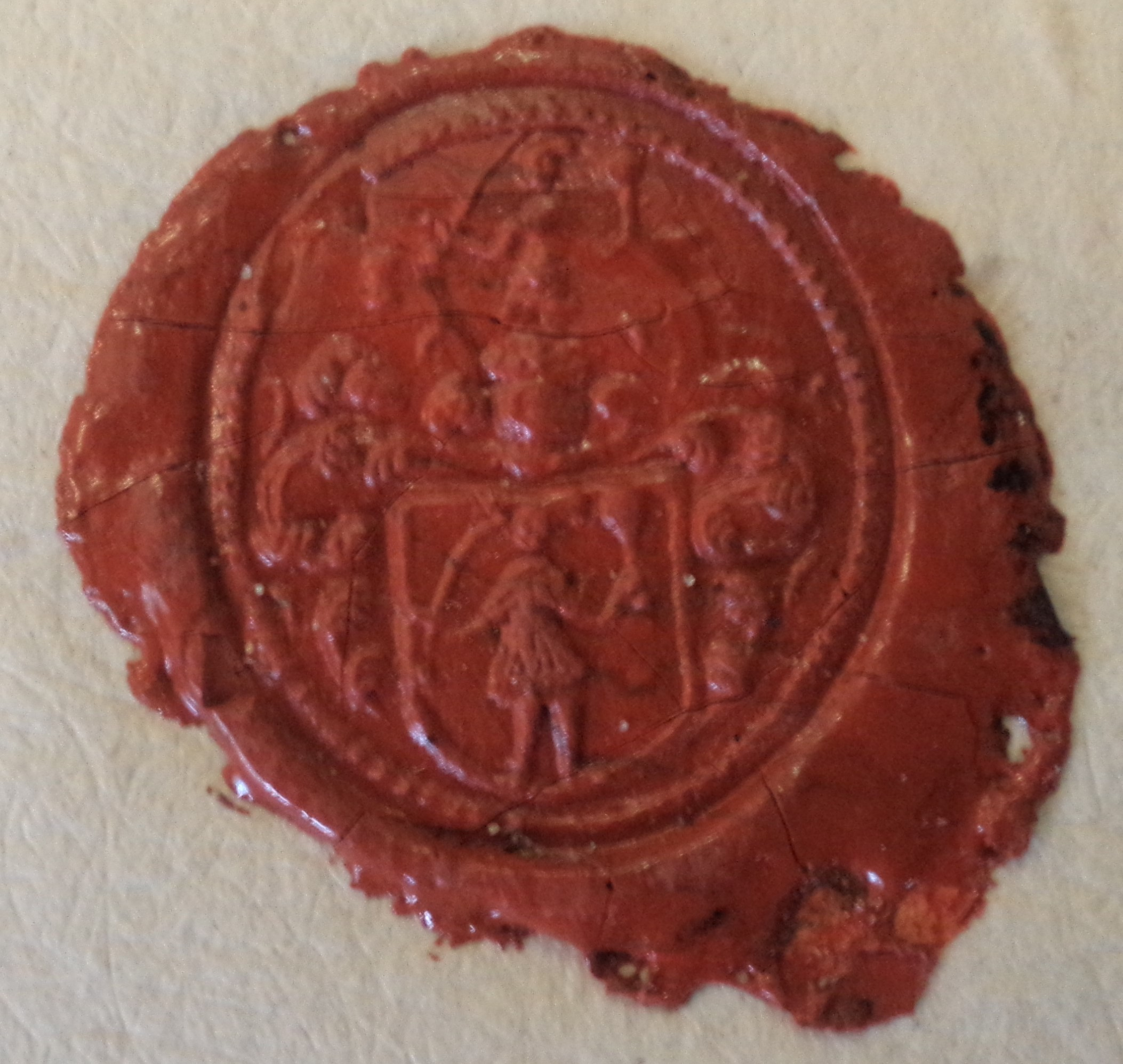
Pecsétje 1783-ból

Dunaszerdahelyi származású nemes. Apja a semptei Haraszt nevű hegyen mint remete fejezte be életét. Horváth József iskoláit mint a nagyszombati szeminárium alumnusa végezte; 1755-ben baccalaureus, 1756-ban a bölcselet magistere lett. A teológiát is ugyanazon intézetben fejezte be, 1758-ban. Fölszentelése után, 1759. május 17-én Érsekújvárba küldték káplánnak. 1763. május 31-én naszvadi plébános lett; innen 1773. június 13-án Tardoskeddre ment, ahol 1804-től érsekújvári alesperes volt.

## Művei
- Az Isten Szülőjének, a Boldogságos Szűz Máriának védelmezése, melyben az ő különös tisztelete és segítségül hivása nyilvánságos erősítésekkel győzedelmesen megmutattatik. Mindeneknek hasznos, nem csak a katolika igazságnak oltalmazására, avagy megtanulására e részént, hanem egyszersmind a gyümöltses predikállásra, ájtatos elmélkedésre, és tudós vetélkedésre is… Irattatott Hannenberg Godefrid Jézus-társaságbeli pap által… Nemzetének kedvéért magyarra fordéttatott… Nagyszombat, 1791
- A keresztényi életnek kezdeti és tanulsági. Pozsony, 1778 (Bona János után ford.)